# Нафта і газ Азербайджану

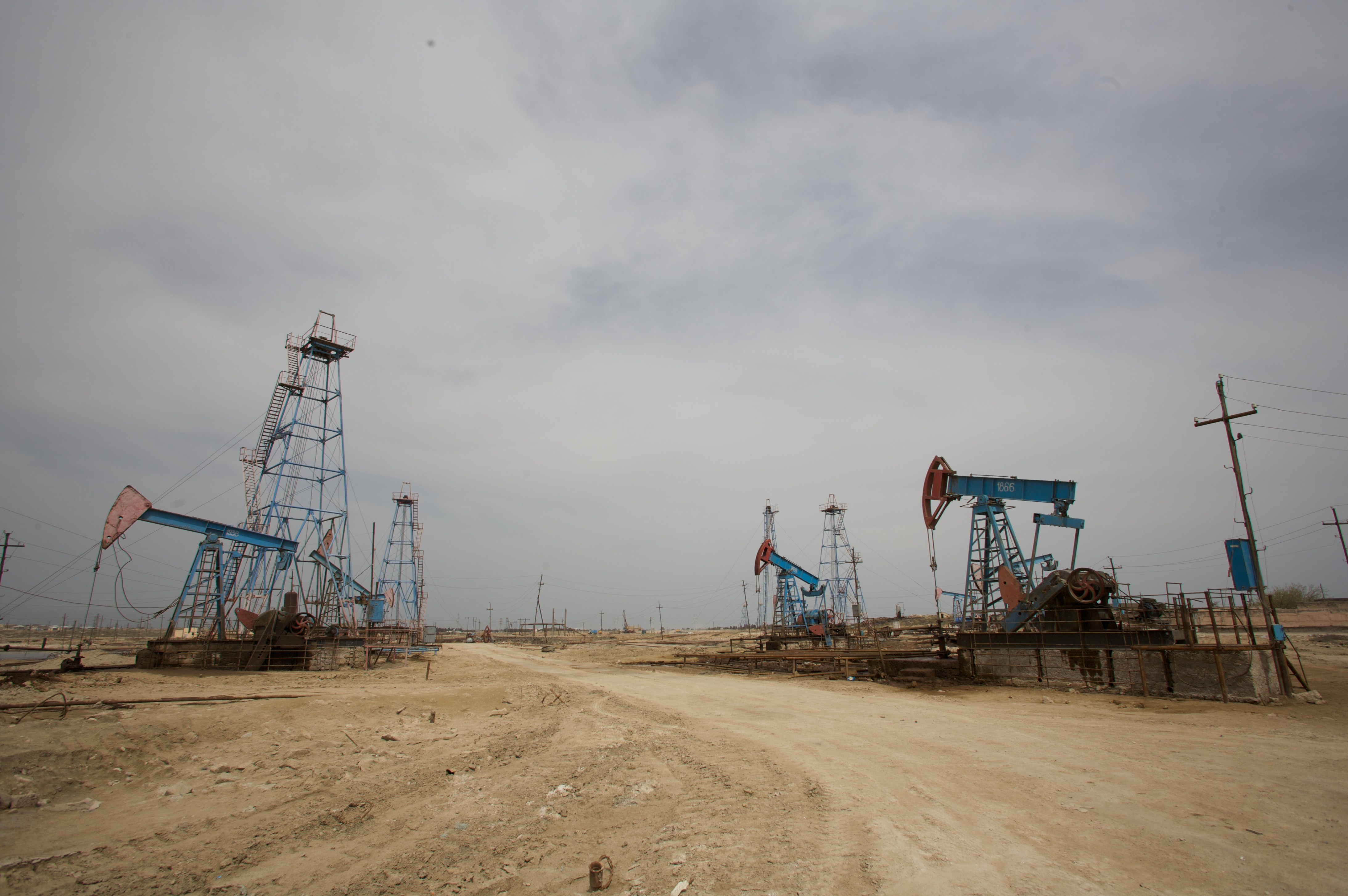
Нафтовидобуток у Азербайджані.

Нафта і газ Азербайджану
Нафта і газ Азербайджану — нафтогазова галузь є провідною галуззю промисловості Азербайджану.

## Родовища нафти, природного газу і конденсату
Родовища нафти, газу і конденсату широко поширені на тер. А. і в акваторії Каспійського моря. Осн. нафтогазоносні райони — Апшероно-Кобустанський, Курінський і Прикаспійсько-Кубінський. Апшероно-Кобустанський район знаходиться в межах південно-східного занурення Вел. Кавказу (Апшеронський п-ів, Апшеронський архіпелаг) і його подальшого продовження на схід (Апшеронський поріг), а також сх. крила цього занурення (Кобустан). Курінський район охоплює Курінську западину і прилеглі ділянки моря (Бакинський архіпелаг), Прикаспійсько-Кубінський район розташовується на півн. сх. схилі південно-східного занурення Вел. Кавказу (Сіазаньська монокліналь та ін.). У межах Апшеронського п-ова, Апшеронського архіпелагу, Бакинського архіпелагу, Нижньокурінської низовини і південно-східного Кобустану знаходиться осн. пром. нафтогазоносна світа — продуктивна товща (сер. пліоцен). Незначні поклади нафти пов'язані з апшеронським і акчагильським відкладеннями (верх. пліоцен) в межах Апшеронського п-ова і Нижньокурінської низовини. Поклади нафти зустрічаються також і у вулканогенній крейдовій товщі на площі Мурадханли-Зардоб. Осн. нафтогазова світа представлена частим чергуванням пісків, пісковиків і глин. Переважний тип поширення пасток нафти і газу — антиклінальний, часто ускладнений розривами і грязьовими вулканами, нерідко зустрічаються неструктурні пастки (літологічні, стратиграфічні). У Прикаспійсько-Кубінському районі і Кюрдамирській зоні нафтогазоносність пов'язана з міоцен-палеогеновими і верхньомезозойськими відкладами, в у Кіровобадській зоні — з палеогеновими. Нафти А. високоякісні, без- або малосірчисті, без- або малопарафінисті. У верх. горизонтах продуктивної товщі зустрічається дуже легка (т. зв. біла) і масляна нафти. Природні гази родовищ метанові (до 90-98 % метану), нерідко містять значну кількість конденсату (родов. Карадаг, Булла, Бахар, Калмас і ін.). Унікальні нафти майкопської світи родов. Нафталан мають лікувальні властивості. У А. місцями поширені нафтоносні та бітумінозні піски. Відомі численні поклади горючих сланців (Сх. Кавказ).
У азербайджанському секторі шельфу Каспійського моря запаси нафти оцінюються в 4000 млн т, на континентальній частині 165 млн т нафти і 50 млрд м³ газу.
У А. в 1999 р. в акваторії Каспійського моря відкрите газоконденсатне родовище Деніз («Король морів»). За оцінкою державної компанії «ГНКАР», родов. Деніз містить майже 1 трлн м³ газу і 300—400 млн т конденсату. За інш. оцінками запаси газу родов. Деніз 330—700 млрд куб.м. На структурі Апшерон (площа 520 км², глибина моря 519 м) за прогнозами є аналогічні родовища. У контракті по блоку Апшерон задіяні компанії Chevron (30 %), «ГНКАР» (50 %) і TotalFinaElf (20 %). Капіталовкладення в проект становитимуть 3-4 млрд дол. В межах Південно-Каспійської нафтогазоносної провінції експлуатується Кюрсангінське нафтогазоконденсатне родовище.

## Нафтова і газова промисловість
Нафтовидобуток займає провідне місце в економіці країни. Динаміка видобутку нафти і конденсату в Азербайджані (млнт): 1997 — 9,1; 1998 — 11,4; 1999 — 14,4; 2001 — 14.91; перше півріччя 2003 — 5,2. Видобуток природного газу склав (в млрд м³): 1997 — 5,26; 1998 — 5,6; 1999 — 6,1; перше півріччя 2003 — 2,9. Державна нафтогазовидобувна компанія State Oil Co. of the Azerbaijani Republic (SOCAR) поступово зменшує видобуток нафти, тоді як міжнародна компанія Azerbaijan International Operating Co. (AIOC) збільшує свої потужності. У 2001 р SOCAR видобув 60 %, а AIOC — 40 % нафти і конденсату.
Азербайджан розвиває сучасніший з двох своїх нафтопереробних заводів — «Азернефтяг» потужністю 14 млн тонн на рік, але плани подальшої модернізації, яка здійснюється спираючись на внутрішні фінансові ресурси, ставить в залежність від темпів зростання видобутку нафти.
Нафтогазові запаси Азербайджану привабливі для іноземних нафтових компаній. Азербайджан серед країн СНД лідирує за темпами росту іноземних інвестицій (від 10 % до 50 % на рік). За період з 1996 по 2000 рр. сума іноземних інвестицій склала 5 млрд дол. США. На межі XX-XXI ст. основними інвесторами в Азербайджані є нафтові компанії. Бл. 90 % акцій АМОК належить іноземним інвесторам: «Бритіш петролеум» (Велика Британія, 17,1 %), «Амоко» (США, 17,0 %), «Лукойл» (Росія, 10,0 %), «Пенсойл» (США, 4,8 %), «Юнокал» (США, 10,0 %), «Статойл» (Норвегія, 8,6 %), «Іточу ойл» (Японія, 3,9 %), «Рамко» (Велика Британія, 2,1 %), ТПАО (Туреччина, 6,7 %), «Ексон» (США, 8,0 %), «Делта-Німір» (Саудівська Аравія, 1,7 %).
Азербайджан має 1130 км трубопроводів для транспортування сирої нафти, 630 км — для транспортування нафтопродуктів і 1240 км газопроводів. По основному трубопроводу нафта через територію Грузії надходить в Батумі, а звідти йде на експорт — або в сирому вигляді, або після переробки на Батумському нафтоочисному заводі. Інший трубопровід — північний, прокладено через територію Росії в Новоросійськ. Пропускна здатність нафтопроводів — 25 млн т нафти на рік. Два газопроводи слідують паралельно нафтопроводу в Тбілісі, а звідти на північ через Великий Кавказ в Росію і Західну Європу. Досягнута угода між інвесторами і урядом Азербайджану про будівництво нафтопроводу Баку-Джейхан. У числі інвесторів — «Державна нафтова компанія Азербайджану — ГНКАР» (50 % участі), британська BP (25.41 %) і Ramco (1.5 %), американська Unocal (7.48 %), норвезька Statoil (6.37 %), турецька TPAO (5.02 %), японська Itochu (2.92 %) і саудівсько-американська Delta-Hess (1.25 %).